# Émirat islamique d'Afghanistan
Ne doit pas être confondu avec Émirat d'Afghanistan, État islamique d'Afghanistan ou État transitoire islamique d'Afghanistan.
1996–2001
(5 ans, 2 mois et 20 jours)
2001 – 2021 (en exil)
(19 ans, 7 mois et 29 jours)
Depuis 2021
(3 ans et 11 mois)
Entités précédentes :
- État islamique d'Afghanistan (1996)
- République islamique d'Afghanistan (2021)

Entités suivantes :
- État islamique d'Afghanistan (Administration intérimaire afghane, 2001)

L'émirat islamique d'Afghanistan (en pachto : د افغانستان اسلامي امارات Də Afghānistān Islāmi Imārat) est le nom d’un régime politique en Afghanistan. Il est fondé entre 1996 et 1997 par les talibans, et prend fin avec leur chute en 2001. Il est rétabli en août 2021, à l'issue d’une offensive commencée après l’annonce du retrait des troupes américaines de la guerre d'Afghanistan.
A l'international, le gouvernement taliban n'est reconnu que par la Russie, depuis juillet 2025.

## Histoire

### Instauration du régime
Les talibans initient leur règne en Afghanistan après le retrait soviétique en 1990. Ils démarrèrent en tant que mouvement politico-religieux fondamentaliste islamique composé d'étudiants dans le Helmand et la région de Kandahar en Afghanistan. Issus principalement de l'ethnie Pachtounes, les talibans mélangent le code tribal du Pachtounwali avec l'enseignement de l'islam Deobandi afin de former une idéologie fondamentaliste islamique hautement restrictive, anti-occidentale et anti-moderne avec laquelle ils dirigèrent le pays,.
Partant de Kandahar, les talibans finissent par prendre Kaboul le 27 septembre 1996 et établissent un gouvernement provisoire dirigé par Mohammad Rabbani. Le régime prend le nom officiel d'émirat islamique le 26 octobre 1997. À la fin de l'année 2000, les talibans exercent leur autorité sur 90 % du territoire afghan, le reste étant contrôlé par l'opposition (Alliance du Nord) dont le bastion se situe dans la province de Badakhchan. Les talibans imposent la législation islamique (charia) dans les territoires sous leur contrôle et soutiennent divers groupes de Moudjahid, notamment Al-Qaïda et Oussama ben Laden.
Les talibans se rendirent par ailleurs coupables de violations des droits de l'homme, particulièrement en ce qui concerne le traitement des femmes, lesquelles étaient interdites de travailler, de fréquenter l'enseignement public et universitaire. Les communistes afghans étaient systématiquement exécutés et les voleurs punis par l'amputation d'une de leurs mains ou de leurs pieds. Toutefois, les talibans parvinrent à éradiquer presque totalement la production d'opium du pays, bien que celle-ci eût repris après l'invasion américaine du pays en 2001.
En raison du traitement réservé à la minorité chiite, les relations entre l'émirat et l'Iran se détériorèrent, les Iraniens préférant soutenir l'Alliance du Nord. En 1998, les talibans s'emparent du consulat iranien de Mazari Sharif et exécutent son personnel diplomatique. À la suite de cet incident, l'Iran prévoyait d'envahir le pays, mais le Conseil de sécurité de l'ONU et les États-Unis s'y opposèrent.

### Rétablissement
Les talibans annoncent le 19 août 2021 la reformation de l'Émirat islamique, après avoir repris le contrôle du pays au cours d'une offensive armée. Ils indiquent que les structures de gouvernance restent à déterminer, mais que toute idée démocratique est exclue, l'unique base du régime étant censée être la loi islamique (charia),.
Le 28 septembre 2021, le ministre de la Justice Abdul Hakim Ishaqzai (en) annonce, au cours d'une réunion avec l'ambassadeur chinois Wang Yu (zh), que le régime adopte à titre provisoire la Constitution de 1964 (en) (en partie inspirée du modèle constitutionnel français), tout en excluant d'en appliquer « les contenus qui pourraient être en contradiction avec la loi islamique et les principes de l'Émirat islamique »,.

## Politique

### 1996-2001
L'objectif de l'Émirat islamique d'Afghanistan au cours de la période 1996 à 2001 était de rendre l'ordre d'Abdur Rahman Khan (l'« émir de fer ») par le rétablissement d'un État à dominance pachtoune dans les régions du nord. Les talibans ont cherché à établir un gouvernement islamique par la loi et l'ordre parallèlement à une interprétation stricte de la loi islamique, conformément à l'école Hanafi de jurisprudence islamique et aux conseils religieux du mollah Omar, sur l'ensemble du territoire afghan. En 1998, les talibans contrôlaient 90 % de l'Afghanistan selon leur interprétation de la charia.

## Relations internationales

### 1996-2001
Seuls le Pakistan, l'Arabie saoudite du roi Fahd et les Émirats arabes unis du cheikh Zayed reconnurent le gouvernement taliban. L'Émirat ne fut pas reconnu à l'ONU. Le Turkménistan, cependant, entreprit quelques rencontres et signa des accords officiels avec des ministres du gouvernement taliban.
La principale raison du manque de reconnaissance diplomatique de l'Émirat est due à son irrespect du droit international. Le premier acte commis par les talibans au pouvoir fut en effet d'arrêter, de torturer et d'assassiner l'ancien président afghan, Mohammad Najibullah, agissant clairement en violation du droit international, Nadjibullah s'étant réfugié dans un bâtiment de l'ONU lors de la chute de Kaboul en 1992. Sa dépouille sera laissée gisante près d'un lampadaire à l'extérieur du palais présidentiel de Kaboul pendant environ deux jours.
Les talibans offrirent également un soutien aux islamistes de Tchétchénie (reconnaissant l'autorité de la république tchétchène d'Itchkérie, elle aussi non reconnue internationalement), du Jammu-et-Cachemire et du Xinjiang, conduisant la Russie, l'Inde et la république populaire de Chine à se montrer hostiles à leur égard.

### Depuis 2021
La Chine ne reconnaît pas officiellement le régime mais se déclare prête à des relations amicales. Le Royaume-Uni appelle les autres États à ne pas reconnaître le régime. Le Canada dit qu'il est « trop tôt » pour statuer sur une éventuelle reconnaissance. La Russie déclare qu'elle décidera sur une reconnaissance diplomatique du régime après une rencontre entre l'ambassadeur russe à Kaboul et les autorités afghanes le 17 août. Elle reconnaît finalement le régime le 3 juillet 2025, devenant le premier pays au monde à le faire.

## Sanctions de l'ONU
En 1999, le Conseil de sécurité des Nations unies établit un régime de sanctions concernant Al-Qaïda, Oussama ben Laden et les talibans. Depuis l'invasion américaine de l'Afghanistan en 2001, les sanctions furent appliquées à des individus et des organisations partout dans le monde, ciblant aussi d'anciens membres du gouvernement taliban.
Le 27 janvier 2010, un comité de sanctions des Nations unies retire cinq anciens officiels talibans de cette liste, dans un geste favorisé par le président afghan Hamid Karzai. La décision signifie que ces cinq personnes ne seront plus sujets à un embargo sur les armes et à un gel des avoirs. Les cinq hommes, tous des membres haut placés du gouvernement taliban, sont :
- Wakil Ahmad Muttawakil (en), ancien directeur de l'Information et de la Culture; ancien ministre des Affaires étrangères ;
- Fazal Mohammad, ancien vice-ministre du commerce ;
- Shams-us-Safa Aminzai, ancien attaché de presse taliban des affaires étrangères ;
- Mohammad Musa Hottak, ancien vice-ministre de la planification économique ;
- Abdul Hakim, ancien vice-ministres des affaires frontalières.

Ils avaient tous été ajoutés à la liste en janvier ou février 2001.

## Financement
Les talibans mettent en place un système de barrages routiers et d'imposition dans les territoires conquis. Ces taxes sur les produits représentent plus de trois milliards de dollars par an. Avec l'impôt islamique, ils prélèvent 2,5 % des revenus de chaque foyer et 10% des récoltes. Ils contrôlent aussi les grandes routes commerciales au cœur de l'Asie centrale, vers le Pakistan, l'Iran.
Ils bénéficient également de financements étrangers. Selon l'Otan, les dons en liquide provenant de partis politiques pakistanais et de riches donateurs privés de pays du Golfe représenteraient environ un milliard et demi de dollars par an,.
À partir du mois d'août 2021 et la reprise du contrôle du pays, les flux financiers internationaux s'assèchent. Le Fonds monétaire international (FMI) suspend ses versements. Les autorités américaines, qui contrôlent les réserves de la banque centrale afghane (DAB) évaluées à 9 milliards d'euros bloquent les transferts de dollars hebdomadaires. L’aide internationale, qui représente 42 % du produit intérieur brut, est pour l’essentiel suspendue.
Les talibans peuvent tout de même compter sur les droits de douane, les trois plus importants postes frontières du pays pouvant rapporter jusqu'à 215 millions d'euros chacun par mois.
En novembre 2021, l'administration talibane en Afghanistan a annoncé avoir collecté plus de 270 millions de dollars de revenus depuis son arrivée au pouvoir en août.
Le 17 décembre 2021, le porte-parole du ministère des Finances de l'émirat islamique, Ahmed Wali Haqmal, a déclaré que le régime taliban travaillait sur un projet de budget annuel financé sans aide internationale, une première en 20 ans. L'aide internationale représentait plus de 40 % du PIB de l'ancien gouvernement soutenu par les États-Unis.

### Argent de la drogue
L'Émirat islamique d'Afghanistan peut compter sur la production de pavot pour se financer. Plus de 80 a 90 % de la production mondiale d'opium provient d'Afghanistan, plus particulièrement des provinces de Kandahar, Helmand et Khost. Les talibans peuvent taxer la production et le commerce d'opium et de cannabis. Cela leur offre une source de revenu stable et lucratif. L'émirat islamique gagnerait entre 100 et 400 millions de dollars annuellement grâce à l'argent de la drogue ,.
La culture de l'opium est une source majeure d'emplois en Afghanistan. En 2019, plus de 120 000 personnes en ont bénéficié. Les talibans prennent plus de 10 % de taxe auprès des cultivateurs et selon une étude, plus de 60% du budget annuel des talibans proviendrait de la drogue.
Malgré cela, l'un des porte-paroles de l'Émirat islamique d'Afghanistan, Abd Al-Qahar Balkhi a déclaré : « Nous avons éradiqué la culture du pavot sous notre précédent régime et nous déclarons que nous n'autoriserons pas la culture, la production ou le commerce de drogues illicites. »

## Lien avec Al-Qaïda
Le 30 août 2021, Amin-ul-Haqq, un haut cadre d'Al-Qaïda, retourne dans la province de Nangarhar. Plusieurs talibans et de nombreux civils viennent à sa rencontre.
Selon un rapport de l'ONU publié en février 2022, la prise du pouvoir par les talibans a renforcé Al-Qaïda, qui depuis jouit d'une plus grande liberté de mouvement et de recrutement. Les forces d'Al-Qaïda sont estimées entre 200 et 400 membres. La direction d'Al-Qaida a choisi de rester discrète en Afghanistan pour ne pas entraver les efforts de l'Émirat islamique d'Afghanistan pour être reconnu internationalement.